# 1157
1157 (MCLVII) var ett normalår som började en tisdag i den julianska kalendern.

## Händelser

### Juni
- 11 juni – Den tyske markgreven Albrekt Björnen erövrar borgen Brandenburg an der Havel och kallar sig från och med detta år för markgreve av Brandenburg, vilket räknas som staten Brandenburgs grundande.

### Augusti
- 9 augusti – Den danske kungen Knut V blir mördad i Roskilde av sin rival Sven Grate. Därmed återstår Sven och hans syssling Valdemar i kampen om den danska tronen.
- 21 augusti – När den norske kungen Öystein Haraldsson dör återstår endast Inge Krokrygg av de tre bröder, som de senaste åren har samregerat Norge. Vid Öysteins död utropas dock den tredje brodern Sigurds tioårige son Håkon Herdebrei till kung i dennes ställe, i opposition mot farbrodern Inge.

### Oktober
- 23 oktober – Sven Grate stupar i slaget på Grate hed (varifrån han får sitt tillnamn) och därmed kan den kvarvarande tronpretendenten Valdemar utropa sig till kung av hela Danmark. Samma dag gifter han sig med Sofia av Minsk, som därmed blir drottning av Danmark.

### Okänt datum
- Det första svenska korståget till Finland inleds. Det leds av kung Erik och biskop Henrik. Ambitionen att kristna Finland beror troligen på, att den ortodoxa religionen kommer österifrån. Dessutom vill man gärna lägga Finland under sig.
- Kristina, gift med kung Erik tvingar munkarna i Varnhems kloster att lämna klostret. Danske kung Valdemar erbjuder munkarna att flytta klostret till Danmark.
- Leon avsöndras från Kastilien.
- En riksdag hålls i Besançon. Den påvlige legaten Roland förklarar kejsardömet vara ett beneficium (län) av påvedömet.

## Födda
- 8 september – Rikard I Lejonhjärta, kung av England 1189–1199.[1]
- November – Margareta av Frankrike, drottning av England 1170–1183 (gift med Henrik den yngre) och av Ungern 1186–1196 (gift med Bela III)

## Avlidna
- 15 februari – Konrad den store, greve av Wettin, markgreve av Meissen.
- 9 augusti – Knut V, kung av Danmark sedan 1146 (mördad).
- 21 augusti – Öystein Haraldsson kung av Norge sedan 1142.
- 23 oktober – Sven Grate, kung av Danmark sedan 1146 (stupad i slaget på Grate hed).
- Ragna Nikolasdotter, drottning av Norge sedan 1142, gift med Öystein Haraldsson (död omkring detta år).

### Fotnoter
1. ↑  Det hände i dag